# One Day in Your Life
One Day In Your Life ist eine Kompilation weniger bekannter Songs des US-amerikanischen Sängers Michael Jackson. Die Titel wurden aus Jacksons Soloalbum Forever, Michael sowie den Jackson-Five-Alben Get It Together und Joyful Jukebox Music entnommen, wobei Jackson in den verwendeten Songs von diesen alleine die Lead Vocals singt.

## Titelliste
1. One Day in Your Life
2. Don’t Say Goodbye Again
3. You’re My Best Friend, My Love
4. Take Me Back
5. We've Got Forever
6. It’s Too Late to Change the Time
7. You Are There
8. Dear Michael
9. I’ll Come Home to You
10. Make Tonight All Mine

| Erscheinungsjahr | Album                | Songs | Anzahl | Interpret        |
| ---------------- | -------------------- | --- | ------ | ---------------- |
| 1973             | Get It Together      | Don’t Say Goodbye Again, It’s Too Late to Change the Time                                                 | 2      | The Jackson Five |
| 1975             | Forever, Michael     | One Day in Your Life, Take Me Back, We’ve Got Forever, You Are There, Dear Michael, I’ll Come Home to You | 6      | Michael Jackson  |
| 1976             | Joyful Jukebox Music | You’re My Best Friend, My Love, Make Tonight All Mine                                                     | 2      | The Jackson Five |

## Chartplatzierungen
| ChartsChartplatzierungen           | Höchstplatzierung | Wochen |
| ---------------------------------- | ----------------- | ------ |
| Vereinigtes Königreich (OCC)       | 29 (8 Wo.)        | 8      |
| Vereinigte Staaten (Billboard)     | 144 (10 Wo.)      | 10     |
| Vereinigte Staaten (Billboard R&B) | 41 (10 Wo.)       | 10     |